# Vicino all'assassino
Vicino all'assassino (Falling for You), conosciuto anche con il titolo Morte a 14 carati, è un film televisivo del 1995 diretto da Eric Till e interpretato da Jennie Garth, Costas Mandylor e Billy Dee Williams.
Trasmesso negli Stati Uniti il 21 febbraio 1995 sulla rete CBS, in Italia è uscito direttamente in VHS, per poi essere trasmesso in prima visione su Rai 2 il 4 febbraio 1997 con il titolo Morte a 14 carati.

## Trama
La solitaria Meg Crane, dopo essere stata spinta dal balcone del suo appartamento, riporta un'amnesia che le impedisce di ricordare il volto dell'uomo che ha tentato di ucciderla, lo stesso che da qualche tempo uccide serialmente tutte donne bionde e di successo che vivono in appartamenti situati ai piani alti. Meg decide di non affidarsi alla polizia ma di preparare lei stessa una trappola per il suo assassino.